# 舒伊
舒伊（法語：Chouilly，法語發音：[ʃuji]）是法国马恩省的一个市镇，属于埃佩尔奈区。

## 地理
舒伊（49°1'31"N, 4°0'50"E）面积16.12 平方千米，位于法国大東部大區马恩省，该省份为法国东北部内陆省份，北起阿登省，西北接埃纳省，西南接塞纳-马恩省，南至奥布省，东南接上马恩省，东临默兹省。
与舒伊接壤的市镇（或旧市镇、城区）包括：阿伊香槟、克拉芒、屈伊、埃佩尔奈、瓦里、皮耶里。

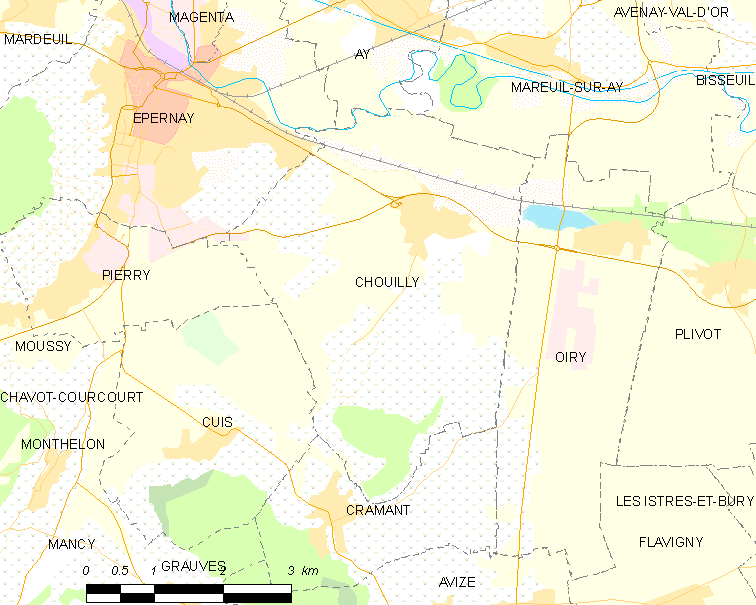
舒伊的OSM定位图

舒伊的时区为UTC+01:00、UTC+02:00（夏令时）。

## 行政
舒伊的邮政编码为51530，INSEE市镇编码为51153。

## 政治
舒伊所属的省级选区为埃佩尔奈第二县。

## 人口

1962-2008年间舒伊人口变化图示

舒伊于2022年1月1日时的人口数量为1062人。